# Мишенка (деревня)
Мишенка — деревня в Вяземском районе Смоленской области России. Входит в состав Кайдаковского сельского поселения. Население — 9 жителей (2007 год). 
Расположена в восточной части области в 11 км к югу от Вязьмы, в 4 км западнее автодороги Р132 Вязьма — Калуга — Тула — Рязань. В 6 км юго-восточнее деревни расположена железнодорожная станция Лосьмино на линии Вязьма — Занозная.

## История
В годы Великой Отечественной войны деревня была оккупирована гитлеровскими войсками в октябре 1941 года, освобождена в марте 1943 года.